# Konak (Salonicco)

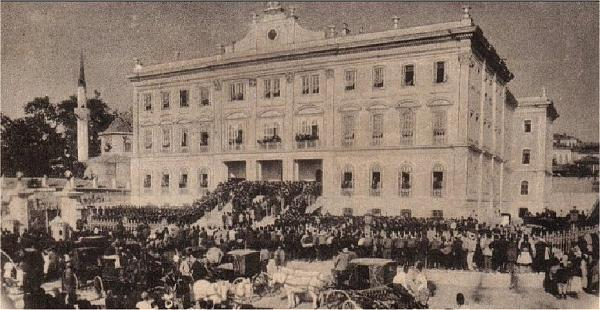
Inaugurazione nel 1892

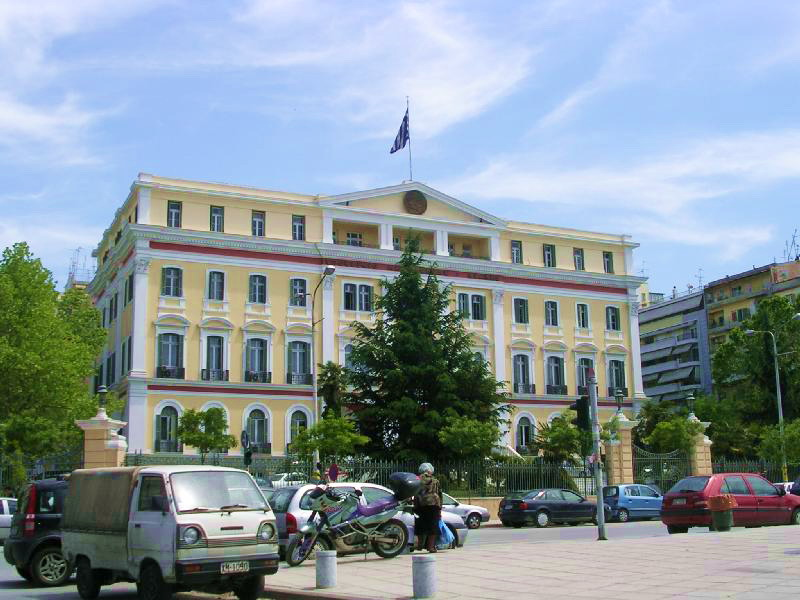
L'edificio oggi

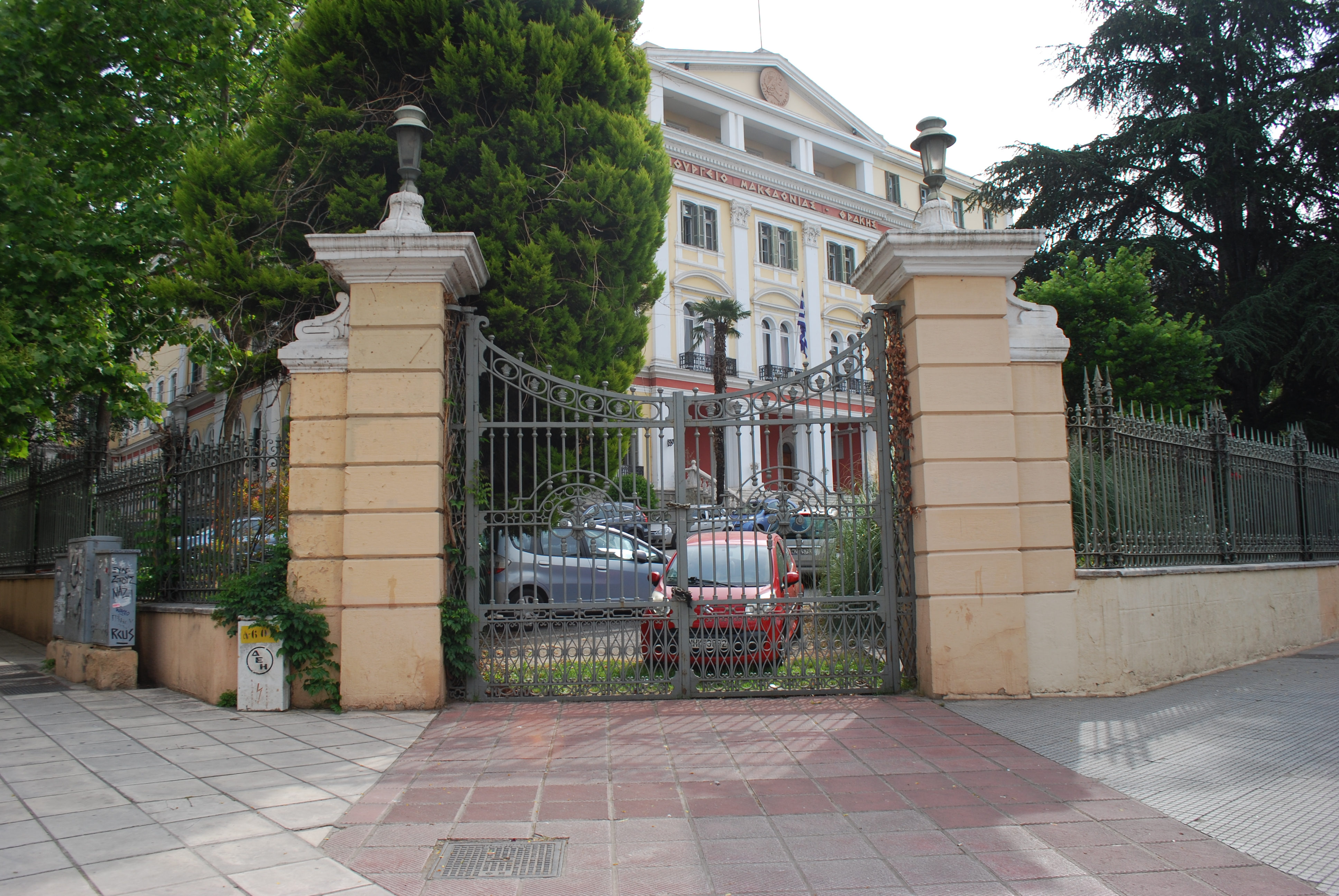
Vista dell'ingresso

Il Konak (in turco Konak, in greco Κονάκι?; noto anche come Palazzo del Governo (Διοικητήριο)) è un edificio in stile ottomano nel centro di Salonicco, in Grecia. Originariamente costruito nel 1891 come residenza (konak) del governatore generale (vali) del vilayet di Salonicco e sede delle autorità ottomane, oggi ospita il Ministero di Macedonia e Tracia.

## Storia
Il Konak è stato costruito nel 1891 dall'architetto italiano Vitaliano Poselli. L'architetto ha scelto l'eclettismo come stile principale per l'edificio, che combina elementi di vari stili architettonici come il neoclassicismo. Il Konak si trova in cima alle rovine del palazzo imperiale dell'imperatore bizantino a Salonicco, di cui sono stati trovati alcuni resti vicino all'edificio. Quando fu completato alla fine del 1890, aveva solo tre piani. Il quarto piano, in stile neoclassico, fu aggiunto nel 1955.
Nel 1907, l'edificio ospitava la Scuola di diritto ottomana e nel 1911 il sultano Mehmed V Reshad soggiornò qui durante la sua visita alla città. Durante la prima guerra dei Balcani, fu all'interno di questo edificio che furono firmati i documenti della resa di Salonicco, che assegnò Salonicco al Regno di Grecia. Dal 1912 al 1929 l'edificio ospitò il Governatorato Generale della Macedonia. Durante l'incendio del 1917 l'edificio non subì danni, nonostante la diffusa devastazione che distrusse gran parte del centro storico.
È un monumento classificato.